# Cizelj
Cizelj je redkejši priimek v Sloveniji, ki ga je po podatkih Statističnega urada Republike Slovenije na dan 31. decembra 2008 uporabljalo 122 oseb.

## Znani nosilci priimka
- Anton Cizelj (1890–1960), zdravnik, organizator socialnega zavarovanja
- Boris Cizelj (* 1942), politolog, diplomat, strokovnjak za mednarodno gospodarsko sodelovanje, lobist
- Ivanka Zajc Cizelj, arhivistka (Celje)
- Leon Cizelj (* 1964), jedrski fizik, raziskovalec IJS
- Miran Cizelj (1915–1944), vsestranski športnik in partizan
- Tošo Cizelj (1926–2021), ginekolog, kirurg
- Vlado Cizelj (1903–1973), umetniški fotograf